# レオン・ベリー
レオン・ベリー（Léon Auguste Adolphe Belly、1827年4月18日 - 1877年3月24日）はフランスの画家である。中東の風景や人々を描いた「オリエンタリズム」の画家の一人である。

## 略歴
パ＝ド＝カレー県のサントメールに軍の将校の息子に生まれた。パリでフランソワ＝エドゥアール・ピコやコンスタン・トロワイヨンに学んだ。1849年にはバルビゾンを訪れ、「バルビゾン派」の画家テオドール・ルソーの影響を受けた。
1850年から1851年の間、考古学者のソルシー(Louis Félicien de Saulcy)の中東の地理や歴史の調査探検に記録画家として参加し、ギリシャ、シリア、エジプトを旅した。1853年にこの旅で訪れた死海の沿岸のナーブルスとベイルートを描いた風景画をサロン・ド・パリに出展した。1855年から1856年には仲間の画家、イメール(Édouard Imer: 1820-1881)とエジプトを旅し、ナイル川を遡上した。
1861年にエジプト旅行を基にした絵画をサロンに出展し、一等を受賞した。1862年にロンドン万国博覧会の展覧会に出展した。その年、レジオンドヌール勲章を受勲した。

## 作品
- 『メッカへの巡礼』（1861)
- ナイル川のダハビア（屋形船）(1877)
- アレキサンドリアの運河